# Światowe Wojskowe Igrzyska Sportowe 1999
2. Światowe Wojskowe Igrzyska Sportowe – międzynarodowe, multidyscyplinarne zawody dla sportowców-żołnierzy, które odbyły się w Zagrzebiu pomiędzy 8 a 17 sierpnia 1999.
W imprezie wzięły udział 82 reprezentacje narodowe skupione w CISM. Światowe igrzyska otworzył prezydent Chorwacji Franjo Tuđman. Specjalnym gościem zawodów był ówczesny szef Międzynarodowego Komitetu Olimpijskiego Juan Antonio Samaranch.

## Rozgrywane dyscypliny
Zawody obejmowały 22 dyscyplin, po raz pierwszy rozegrano zawody pokazowe: wioślarstwo oraz sportowe ratownictwo wodne.

- Biegi na orientację
- Boks
- Judo
- Kajakarstwo
- Kolarstwo
- Koszykówka
- Lekkoatletyka
- Pięciobój morski
- Pięciobój wojskowy
- Piłka nożna
- Piłka siatkowa
- Piłka wodna
- Pływanie
- Skoki do wody
- Spadochroniarstwo
- Strzelectwo
- Szermierka
- Taekwondo
- Triathlon
- Zapasy
  - 0zawody pokazowe;
- Wioślarstwo
- Ratownictwo sportowe

## Klasyfikacja medalowa
Podczas igrzysk wojskowych łączna liczba samych złotych medali wyniosła 365 we wszystkich dyscyplinach. Reprezentacje narodowe 50 państw zdobyły medale.
     * Organizator zawodów został zaznaczony tym kolorem, Polskę oznaczono tekstem pogrubionym.
| Miejsce            | Reprezentacja      | Złoto | Srebro | Brąz | Razem |
| 1                  | Rosja              | 46    | 35     | 31   | 112   |
| 2                  | Chiny              | 29    | 21     | 16   | 66    |
| 3                  | Włochy             | 16    | 20     | 21   | 57    |
| 4                  | Chorwacja *        | 11    | 12     | 20   | 43    |
| 5                  | Korea Południowa   | 10    | 4      | 4    | 18    |
| 6                  | Niemcy             | 9     | 11     | 12   | 32    |
| 7                  | Francja            | 9     | 5      | 10   | 24    |
| 8                  | Stany Zjednoczone  | 8     | 10     | 8    | 26    |
| 9                  | Ukraina            | 7     | 17     | 13   | 37    |
| 10                 | Korea Północna     | 6     | 5      | 8    | 19    |
|                    |                    |       |        |      |       |
| 12                 | Polska             | 5     | 3      | 4    | 12    |
|                    |                    |       |        |      |       |
| Ogółem (50 państw) | Ogółem (50 państw) | 122   | 108    | 135  | 365   |